# کچلانلو
کچلانلو، روستایی از توابع بخش مرکزی شهرستان قوچان در استان خراسان رضوی ایران است.
همچنین کچلانلو نام یکی از طایفەهای کرد ایل میلان در آذربایجان غربی است.

## جمعیت
این روستا در دهستان سودلانه قرار داشته و بر اساس سرشماری سال ۱۳۸۵ جمعیت آن ۶۸۷ نفر (۱۴۷ خانوار)بوده‌است.

## ویژگی‌ها
دارای روغن زرد اعلای گوسفندی و همچنین باغ‌های سیب متعدد است.مردم این روستا به زبان   كردي کرمانجی تکلم می‌کنند.
مردم این روستا از ایل میلانلو هستند که اصالتا به کردهای سمت ترکیه و اروپا هم‌زبان بوده که در گذشته‌های دوره به این منطقه کوچ کرده‌اند